# Грб Петњице
Грб Петњице је званични грб црногорске општине Петњице. Грб је усвојен 23. јануара 2014. године.

## Опис грба
Општина Петњица има грб и заставу ("симболи").
Основни грб Општине Петњица састоји се од хералдичког штита. Основ штита је оивичен златном и црвеном бојом. У горњем дијелу грба стоји уписано латиницом име града. На десној страни у горњем дијелу грба је тврђава која симболизује почетак урбаности. На лијевој страни, у доњем дијелу хералдичког штита је џамија из XVI вијека, која је културно историјски споменик. У средини грба је Радманска клисура. Петњичка котлина је у дну грба. У њеном саставу је приказана ријека Попча и њене четири притоке.
Службени грб састоји се од основног грба коме је додата "цвијетна круна", која симболизује природна богатства Општине Петњица. У дну грба се налази лента. На ленти је латиничним словима исписан текст "ПЕТЊИЦА".
Употреба грба и заставе уређује се одлуком Скупштине општине.